# Прыжки в воду на летних Олимпийских играх 2012 — квалификация
В соревнованиях по прыжкам в воду на летних Олимпийских играх 2012 смогут принять участие 136 спортсменов, которые будут соревноваться в 8 дисциплинах. Каждая страна может быть представлена не более двумя спортсменами в индивидуальных прыжках и одной парой в синхронных.

## Правила квалификации
Каждая страна может быть представлена одной командой в каждом виде синхронных прыжков и не более 2 спортсменами в индивидуальных соревнованиях. При этом каждый спортсмен может завоевать только одну квоту для своей страны.
В индивидуальных дисциплинах квалифицируются 12 лучших на Чемпионате мира 2011 года, 5 победителей континентальных чемпионатов и 18 полуфиналистами на Кубке мира 2012 года. В синхронных прыжках примут участие трое лучших чемпионата мира, четверо лучших на Кубке мира и одно место получает принимающая сторона.

## Квалификационные соревнования
| Соревнование              | Период              | Место        |
| ------------------------- | ------------------- | ------------ |
| Чемпионат Европы 2011     | 8-13 марта 2011     | Турин        |
| Чемпионат мира 2011       | 16-31 июля 2011     | Шанхай       |
| Квалификация Океании      | 19-21 августа 2011  | Веллингтон   |
| Кубок Азии 2011           | 25-27 сентября 2011 | Куала-Лумпур |
| Панамериканские игры 2011 | 14-30 октября 2011  | Гвадалахара  |
| Кубок мира 2012           | 20-26 февраля 2012  | Лондон       |

## Распределение квот

### Синхронные прыжки
| Способ отбора       | Квота | Мужчины                           | Мужчины                       | Женщины                           | Женщины                               |
| Способ отбора       | Квота | Трамплин, 3 метра                 | Вышка, 10 метров              | Трамплин, 3 метра                 | Вышка, 10 метров                      |
| ------------------- | ----- | --------------------------------- | ----------------------------- | --------------------------------- | ------------------------------------- |
| Чемпионат мира 2011 | 3     | Китай · Россия · Мексика          | Китай · Германия · Украина    | Китай · Канада · Австралия        | Китай · Австралия · Германия          |
| Кубок мира 2012     | 4     | Малайзия · Украина · Канада · США | Мексика · США · Куба · Россия | Италия · США · Украина · Малайзия | Канада · Украина · Малайзия · Мексика |
| Принимающая страна  | 1     | Великобритания                    | Великобритания                | Великобритания                    | Великобритания                        |

### Индивидуальные прыжки
| Способ отбора             | Квота  | Мужчины | Мужчины | Женщины | Женщины |
| Способ отбора             | Квота  | Трамплин, 3 метра                                                                                                   | Вышка, 10 метров | Трамплин, 3 метра | Вышка, 10 метров |
| ------------------------- | ------ | --- | --- | --- | --- |
| Чемпионат мира 2011       | 12     | Китай · Россия · Россия · Китай · США · Мексика · Франция · Великобритания · Испания · Мексика · Малайзия · Украина | Китай · США · Германия · Россия · Великобритания · США · Мексика · Украина · Канада · Китай · Великобритания · Украина | Китай · Китай · Канада · США · Австралия · Мексика · США · Украина · Италия · Россия · Германия · Канада                                                | Китай · Китай · Мексика · Канада · Малайзия · Украина · Австралия · Канада · Великобритания · США · Россия · Германия                        |
| Чемпионат Европы 2011     | 1      | Германия | 2 | Швеция | Италия |
| Квалификация Океании 2011 | 1      | Австралия | Австралия | Австралия | Австралия |
| Кубок Азии 2011           | 1      | Малайзия | Малайзия | 3 | 4 |
| Панамериканские игры 2011 | 1      | 5 | | 6 | 7 |
| Кубок мира 2012           | до 181 | Австралия · Украина · Германия · Канада · США · Италия · Канада · Япония · Япония · Великобритания · Бразилия       | Швеция · Австралия · Мексика · Германия · Куба · Колумбия · Бразилия · Беларусь · Россия                               | Германия · Малайзия · Великобритания · Украина · Мексика · Венесуэла                                                                                    | Германия · Мексика · Великобритания · Япония · Малайзия · КНДР · США                                                                         |
| дополнительно             |        | Венесуэла · Греция · Италия · Нидерланды · Колумбия · Венесуэла · Франция · Греция                                  | Италия · Куба · Италия · Республика Корея · Беларусь · Канада · Норвегия · Колумбия · Швеция · КНДР · Малайзия         | Россия · Великобритания · Италия · Малайзия · Франция · Бразилия · Франция · Нидерланды · Венгрия · Венгрия · Испания · Пуэрто-Рико · Австрия · Испания | Республика Корея · КНДР · Италия · Франция · Куба · Бразилия · Румыния · Венесуэла · Республика Корея · Россия · Румыния · Венгрия · Украина |

↑  Так как страна не может быть представлена более двумя участниками, неразыгранные места подлежат дополнительному распределению.

↑  Немецкий спортсмен квалифицироваля через чемпионат мира 2011.

↑  Китай уже получил два места.

↑  Мексика уже получила два места.

↑  Мексиканская спортсменка уже получила место через чемпионат мира 2011.

## Квалифицированные страны
| Страна          | Мужчины           | Мужчины          | Мужчины                  | Мужчины                 | Женщины           | Женщины          | Женщины                  | Женщины                 | Всего       | Всего  |
| Страна          | Трамплин, 3 метра | Вышка, 10 метров | Синхр. трамплин, 3 метра | Синхр. вышка, 10 метров | Трамплин, 3 метра | Вышка, 10 метров | Синхр. трамплин, 3 метра | Синхр. вышка, 10 метров | спортсменов | команд |
| --------------- | ----------------- | ---------------- | ------------------------ | ----------------------- | ----------------- | ---------------- | ------------------------ | ----------------------- | ----------- | ------ |
| Австралия       | 1                 | 1                |                          |                         | 2                 | 2                | X                        | X                       | 6           | 2      |
| Великобритания  | 1                 | 2                | X                        | X                       |                   | 1                | X                        | X                       | 4           | 4      |
| Германия        | 1                 | 1                |                          | X                       | 1                 | 1                |                          | X                       | 4           | 2      |
| Испания         | 1                 |                  |                          |                         |                   |                  |                          |                         | 1           |        |
| Италия          |                   |                  |                          |                         | 1                 | 1                |                          |                         | 2           |        |
| Канада          |                   | 1                |                          |                         | 2                 | 2                | X                        |                         | 5           | 1      |
| Китай           | 2                 | 2                | X                        | X                       | 2                 | 2                | X                        | X                       | 8           | 4      |
| Малайзия        | 2                 | 1                |                          |                         |                   | 1                |                          |                         | 4           |        |
| Мексика         | 2                 | 1                | X                        |                         | 1                 | 1                |                          |                         | 5           | 1      |
| Россия          | 2                 | 1                | X                        |                         | 1                 | 1                |                          |                         | 5           | 1      |
| США             | 1                 | 2                |                          |                         | 2                 | 1                |                          |                         | 6           |        |
| Украина         | 1                 | 2                |                          | X                       | 1                 | 1                |                          |                         | 5           | 1      |
| Франция         | 1                 |                  |                          |                         |                   |                  |                          |                         | 1           |        |
| Швеция          |                   |                  |                          |                         | 1                 |                  |                          |                         | 1           |        |
| Всего: 14 стран | 15                | 14               | 4                        | 4                       | 14                | 14               | 4                        | 4                       | 57          | 16     |